# Abbaye d'Hérivaux

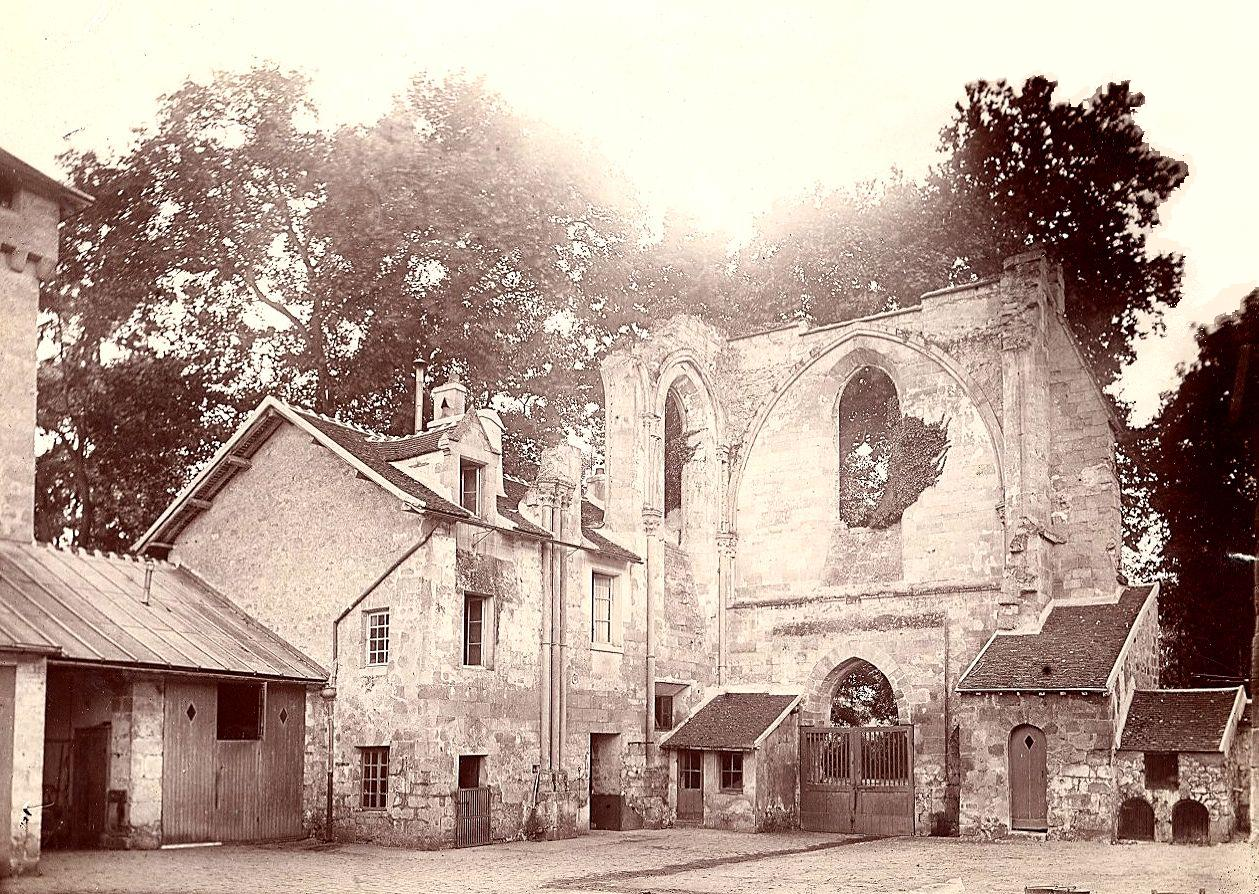
Ruines de l'église d'Hérivaux, vue de l'intérieur de la nef sur le portail. À gauche, le logis de l'abbaye jouxtait l'église. Vers 1880.

Hérivaux est un écart de la commune de Luzarches, dans le département du Val-d'Oise, situé à l'orée de la forêt de Chantilly et à environ 30 kilomètres au nord de Paris. Ce site classé abrite les ruines de l'ancienne abbaye d'Hérivaux, fondée au XIIe siècle, et pour l'essentiel détruite sur ordre de Benjamin Constant, qui acquiert le domaine comme bien national durant la Révolution française.

## Histoire

### La fondation
En 1140, Ascelin, dit « l'Ermite », seigneur de Marly-la-Ville, quitte son château de Marly et se retire en cet endroit alors inhospitalier (locum horroris et vaste solituninis) baptisé Herremivallis, le val de l'ermite. Une partie du terrain lui appartenait déjà, et les comtes de Beaumont et Clermont lui cèdent volontiers les autres terres. Rejoint par d’autres compagnons, ils défrichent le terrain situé dans une dépression boisée formant vallon dans lequel coulent plusieurs sources, et fondent l'abbaye d'Hérivaux. La construction des bâtiments définitifs commence en 1160, et en cette même année l'évêque de Paris demande le rattachement de l'abbaye à l'ordre des Augustins. Il devint effectif en 1188, année de la mort d'Ascelin. L'évêque de Paris Maurice de Sully déclare le lieu institution canonique et rattache la nouvelle abbaye à la juridiction de l'abbaye de St-Victor. Maurice Sully se fit mécène de l'abbaye et finança l'église et le cloître, mais il encouragea aussi les seigneurs des alentours à aider l'abbaye. Son histoire est profondément liée à celle du village voisin de Fosses, dont l'église fut longtemps un prieuré d'Hérivaux.

### Le Moyen Âge
Au XIIIe siècle, Hérivaux deviendra paroisse. Une Jeanne de Meudon, femme de Guillaume le Bouteiller de Senlis, mourut en 1353 et fut inhumée dans l'église de l'abbaye d'Herivaux. Entre 1470 et 1475, les habitants de la vallée furent affranchis et l'on comptait alors douze ménages, plus quatorze autres ménages au hameau de la Grange au Bois, limitrophe avec le domaine de l'abbaye, soit plus d'une centaine d'habitants. Le dernier abbé régulier, Jean III Ciret, fut nommé le 22 août 1469. Tous les abbés suivants furent donc commendataires. L'abbaye prospère, touchant les bénéfices de quatre cures, Saint-Étienne de Marly, Saint-Étienne de Fosses, Saint-Nicolas de Bellefontaine et Saint-Jean de Montepiloi, auxquels s'ajoutaient les revenus de deux prieurés et de très nombreux domaines en Île-de-France, dont la superficie n'a pas encore été évaluée. Une partie de la forêt de Coye appartenait également à l'abbaye avant qu'elle ne fût achetée par le Prince de Condé. Hérivaux fut l'instigateur de cultures de plantes tinctoriales, comme la gaude, destinées à la manufacture de draps du seigneur de Rocourt, à Fosses, et fit introduire d'autres cultures comme la vesce et le pavot.

### De 1500 jusqu'à la dissolution en 1790
Sous l'impulsion de multiples dérives dans la vie abbatiale, le cardinal François de La Rochefoucauld (1558-1645) imposa une réforme des monastères augustiniens en 1622 et fit transmettre sa décision par l'intermédiaire du chanoine régulier Pierre Baudoin, en date du 11 avril 1623. En raison de multiples résistances, la décision ne fut pas exécutée et le 20 novembre 1639 finalement, le père Faure de Senlis prenait possession de Hérivaux, accompagné par six religieux et aidé par le lieutenant civil et criminel du bailliage de Senlis. Ce même père Faure fut également responsable de la réforme de l'abbaye de la Victoire. Le rattachement à la congrégation de France et plus particulièrement à l'abbaye Sainte-Geneviève
ne devint donc effectif qu'à cette date, avec seize ans de retard. Entre-temps, elle faillit disparaître dans un incendie, qui se déclara le 18 octobre 1632 vers onze heures du soir. Sans faire de victimes, il endommagea gravement le logis, et manqua de peu de gagner l'église. Les réparations durèrent jusqu'au mois de mars 1634. Il ne nous est pas possible d'établir si ce fut à ce moment qu'Hérivaux perdit son aspect médiéval ou antérieurement.
Dans la période qui suivait, l'abbaye fut victime de la mauvaise gestion de l'abbé François Molé nommé en 1647 et qui resta en fonction jusqu'à son décès le 5 mai 1712, à l'âge de 87 ans. Molé dépensait largement plus d'argent que l'abbaye ne gagnait et l'archidiacre de Paris constata lors de sa visite en 1673 que la voûte du réfectoire était en ruine et le pavé de l'église délabré, les autres bâtiments menaçant ruine également. À ce moment, les hameaux de Hérivaux et de la Grange-aux-Bois n'étaient plus peuplés ou avaient disparu, car dans l'ensemble de la paroisse de Hérivaux ne vivaient que douze à quinze personnes, l'abbé, ses domestiques et les moines compris. Ceci n'empêche pas des revenus toujours très importants, de l'ordre de 11 750 livres par an, dont 8 000 livres représentant la mense abbatiale. L'abbaye avait donc besoin d'une reconstruction, qui eut lieu en 1735 grâce à une donation du duc Louis IV Henri de Bourbon-Condé. 

### La fin de l'abbaye en 1790

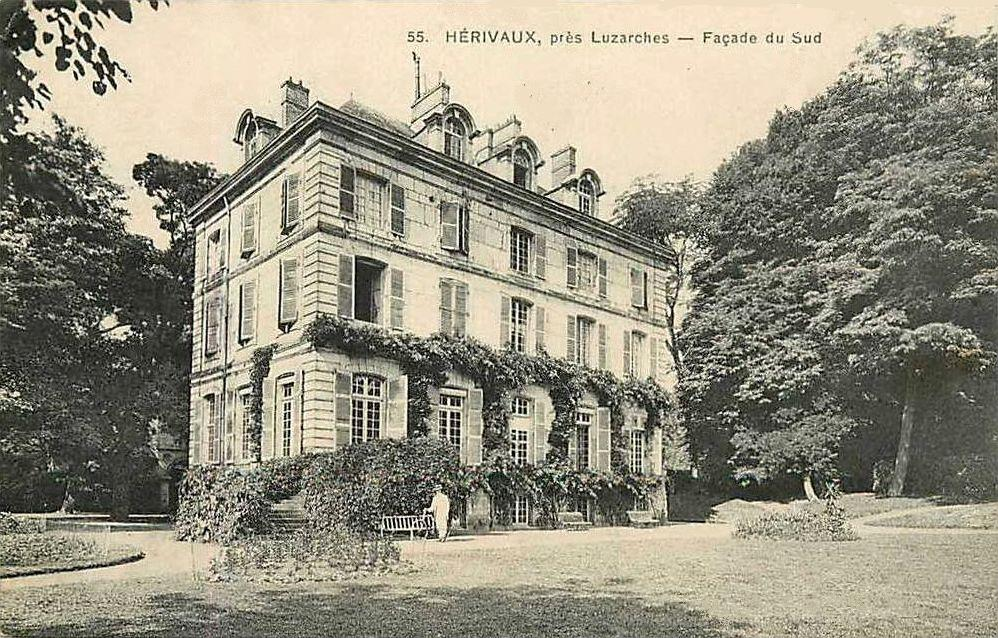
Le pavillon des hôtes du logis abbatial, tel qu'il se présentait après les démolitions sous Benjamin Constant en 1796 et avant la construction des ailes latérales en 1934 par l'architecte Ruaud.

En 1785, les bergeries et porcheries de la ferme furent frappées par un incendie et reconstruits. En 1790, après la Révolution, ne restaient plus que le prieur, Étienne Taibout, et deux moines. L'Assemblée constituante de 1789 vota la suppression des ordres réguliers hors éducation et œuvres de charité, mais Hérivaux fut exempté puisqu'une pension fut accordée au prieur et aux moines. Cependant, au cours de l'année, les officiers municipaux de Coye-la-Forêt et de Luzarches tentèrent tous les deux de dresser un inventaire des biens en vue de leur confiscation et s'affrontèrent par ce fait devant la justice, qui donna raison à Luzarches. L'expertise des biens eut lieu en octobre et novembre, pour une vente aux enchères le 27 février 1791. Ne restait à ce moment qu'un dernier moine à l'abbaye, Adrien Delaporte du Castellier.
Aucun acquéreur ne se présenta pour les bâtiments, et leur utilisation pour des fins religieuses fut compromis par la valeur élevée du domaine. Il a fallu organiser une seconde vente, à l'issue de laquelle un M. Gressier acquit l'abbaye proprement dite pour 220 000 livres ; les deux autres lots rapportant quant à eux 154 000 livres. Une partie des 24 stalles trouvèrent un nouveau domicile dans l'église paroissiale de Luzarches, et les boiseries dans celle de Fosses. À la suite de la crise économique, M. Gressier ne put s'acquitter du prix convenu et l'abbaye devint la propriété d'un M. Petit de Paris en août 1792. Mais ce dernier la revendit à Benjamin Constant le 20 thermidor an III (7 août 1795). Tous les bâtiments étaient restés intacts jusque-là, mais Constant les fit démolir à l'exception de la ferme et du pavillon des hôtes du logis abbatial, où il logea Madame de Staël qu'il avait connue un an auparavant. En 1796, Constant fut élu représentant dans l'assemblée locale du canton de Luzarches.
À Hérivaux, Constant rédigea Des réactions politiques et Des effets de la Terreur. Il revendit la propriété d’Hérivaux - trop coûteuse à entretenir - le 16 février 1801, et achèta la propriété des Herbages(aujourd'hui disparue), près de Saint-Martin-du-Tertre à l'orée de la forêt de Carnelle.

### Époque contemporaine
Durant l'entre-deux-guerres, elle fut acquise par le grand joailler de la place Vendôme Georges Mauboussin qui la restaura et y fit bâtir par l'architecte Paul Ruaud (1882-1960) deux ailes perpendiculaires.  
Sous l'occupation à partir de l'été 1940, l'ancienne abbaye devient un lieu de repos pour les officiers supérieurs de l'armée allemande.
Aujourd'hui l'ensemble est une propriété privée en lotissements, mais quelques ruines de l'église sont encore visibles de la route

### Liste des abbés
- 1175-1195.	Thibaud de Saint-Victor.
- 1195-1218.	Eudes.
- 1218-1239.	Pierre I.
- 1239-1247.	Guillaume I de Fosses.
- 1247-1257.	Arnoul.
- 1257-1269.	Hervé.
- 1269-12??.	Simon.
- 12??-1301.	Jacques de Fontenay.
- 1301-1311.	Evrard.
- 1312-1349.	Pierre II de Châtenay.
- 1349-1354.	Guillaume II d’Ermenonville.
- 1354-1370.	Herbert Camus.
- 1371-1393.	Renaud du Val.
- 1393-13??.	Pierre III de La Barre.
- 13??-1406.	Pierre IV de Gerville.
- 1406-1412.	Thomas Finet.
- 1412-1422.	Pierre V Bourset.
- 1422-1450.	Robert Begnet.
- 1450-1469.	Jean I Ganeau.
- 1469-1490.	Jean II Ciret.
- 1490-1499.	Jean III de Montmorency.
- 1499-1529.	Richard Le Rouillé de Meslay.
- 1529-1559.	René Ier Le Rouillé de Meslay.
- 1559-1578.	Pierre VI Le Rouillé de Meslay.
- 1578-1624.	René II Le Rouillé de Meslay.
- 1624-1642.	Pierre VII de Vaudétar de Persan.
- 1642-1652. Édouard Molé de Champlâtreux.
- 1652-1712.	François Molé de Champlâtreux.
- 1712-1713.	Jean IV Matthieu Deschamps.
- 1713-1713.	Louis I Pierre Le Fèvre de Beauvrey.
- 1714-1756.	Denis Chaussepied de Puymartin.
- 1756-1776.	Jean-Jacques-Antoine Boisot.
- 1776-1784.	Pierre VIII François d’Albignac de Castelnau.
- 1784-1791.	Charles-Alexandre de Damas d'Antigny.

Source : Gallia Christiana

## Les bâtiments

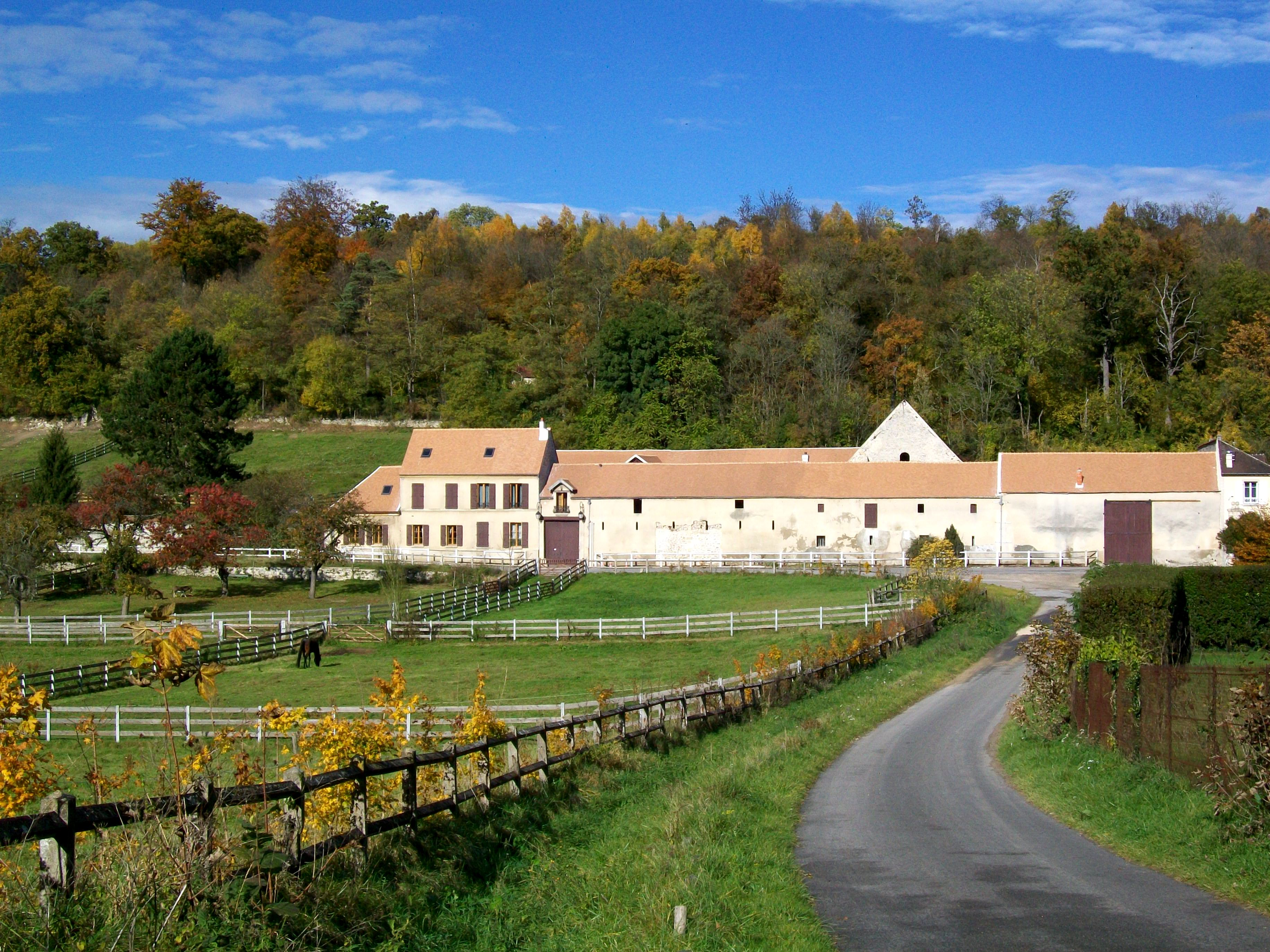
La ferme de l'abbaye ; de gauche à droite : le logis d'autour de 1700, un corps de ferme de 1786, une grange à l'emplacement du logis de l'abbé disparu. Le toit derrière la ferme est celle de la grange dîmière du XIIe siècle.

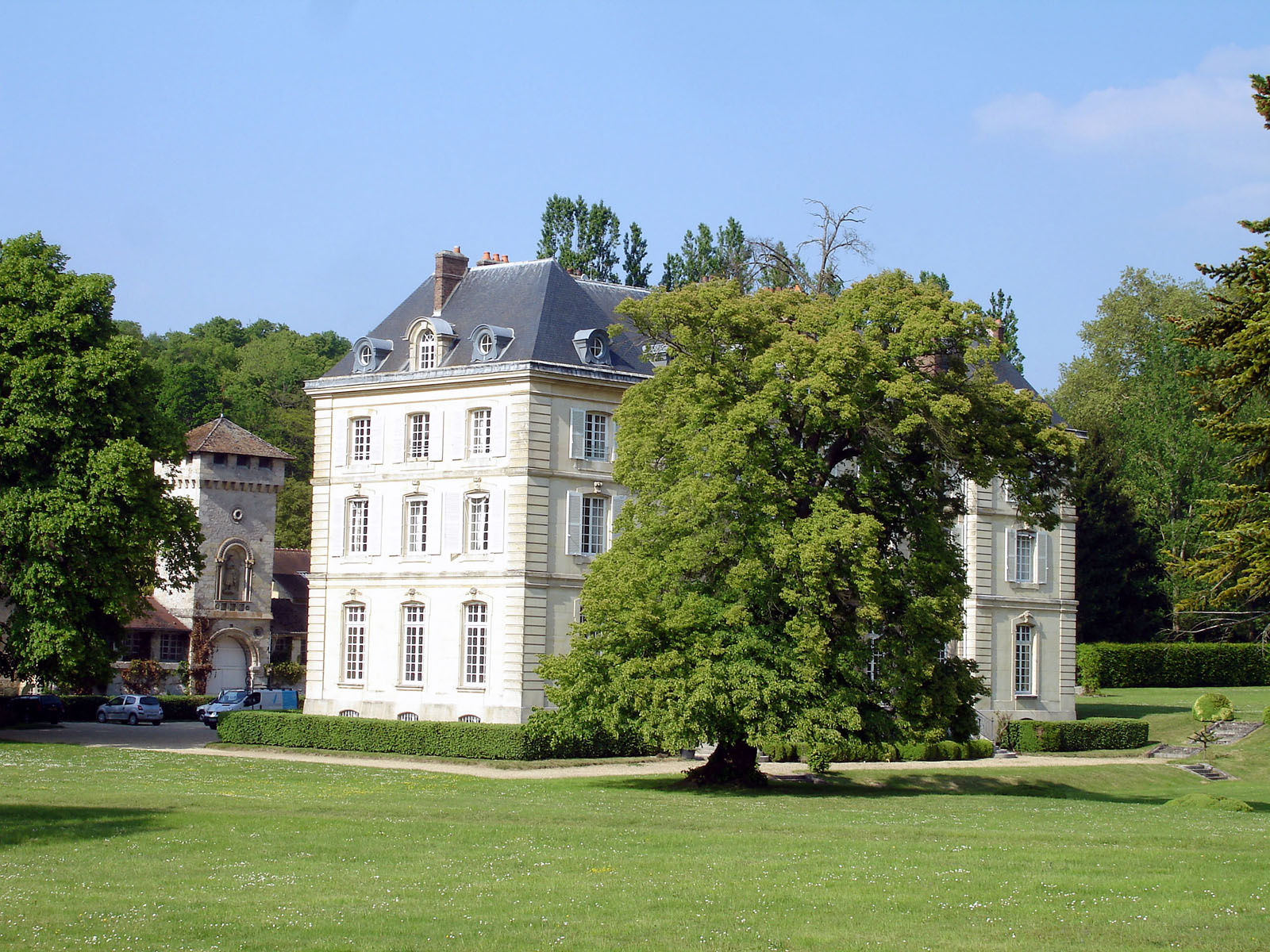
Le « château d'Hérivaux », bâtiment conventuel profondément modifié aux. À gauche, une tour qui fait partie des communs construits en 1820.

- L'église Sainte-Marie d'Hérivaux était parallèle à l'actuel château d'Hérivaux. La construction s'échelonna de 1160 jusqu'au début du XIIIe siècle, la dédicace ayant eu lieu en 1188. L'édifice échappa à l'incendie de 1632 et conserva probablement sa forme simple d'origine jusqu'à la disparition de l'abbaye. La nef unique à large transept se terminait par une abside profonde munie de contreforts saillants. Depuis le transept, on pouvait accéder directement au premier étage du logis. Dans le chœur se trouvaient plusieurs pierres tombales des abbés successifs et de seigneurs locaux qui avaient doté la communauté religieuse. Il n'en subsiste que de petits fragments. L'église fut démolie en même temps que les autres bâtiments conventuels à l'époque où Benjamin Constant était propriétaire, après 1796. Subsistent la façade nord-est de la nef avec le portail, et partiellement les murs latéraux, là où ils ont été intégrés dans des bâtiments postérieurs. Le plan de l'église est visible au sol grâce au dégagement des fondations entrepris vers 1913. Les trois statues qui ornent de nos jours la façade de l'église datent des XIIe au XVIe siècles, mais ne proviennent pas de l'abbaye[15]. L'ensemble des vestiges de l'église a été inscrit monument historique en date du 2 novembre 1926[16].
- La grange dite « dimière » est mentionnée pour la première fois en 1187. Le bâtiment comprend trois vaisseaux, le vaisseau central et deux bas-côtés, à cinq travées chacun. Le vaisseau central s'ouvre sur les bas-côtés par de hautes arcades en arc brisé, qui reposent sur des piliers quadrangulaires. Les collatéraux sont divisés, au niveau des piliers, par des murs percés d'arcs en plein cintre avec chanfrein. Cette disposition peu fonctionnelle fut nécessaire pour stabiliser le bâtiment, qui avait été construit sur un marais asséché. Par ailleurs, les piliers prirent le dévers sans doute dès leur construction, pour cette même raison ; on peut supposer que les murs mentionnés furent ajoutés de ce fait. Le haut toit en bâtière de la grange est visible derrière les bâtiments de la ferme, mais la grange elle-même n'est pas visible depuis le domaine public. Un incendie détruisit la ferme, étables et porcheries le 10 mai 1785, et ces bâtiments furent reconstruits peu après[7]. C'est eux que l'on  aperçoit depuis la route. Le logis de la ferme est plus ancienne ; il est daté fin XVIIe / début XVIIIe siècle. La grange dîmière fut inscrite monument historique en date du 7 janvier 1998[3].
- Le logis abbatial était perpendiculaire à l'église. Le corps principal a disparu ; le bâtiment subsistant et transformé en « château d'Hérivaux » n'était que le pavillon des visiteurs. Ce dernier formait la base d'un T dont la barre était représentée par le logis à gauche (nord-est) et une autre aile plus petite à droite (sud-ouest), ajoutée vers 1700. Le « château d'Hérivaux » ne permet pas de se figurer l'aspect des bâtiments abbatiaux tels qu'ils se présentaient avant la sécularisation : l'ensemble de l'ornementation ne date que du XXe siècle. En 1913, les fenêtres étaient ornées d'agrafes sculptées ; en 1934, les avant-corps latéraux, un balcon et un perron furent ajoutés, suivant les plans de l'architecte Ruaud. Le parc date de 1913. Déjà en 1735, les bâtiments avaient été réhabilités et reconstruits selon le style classique[17]. Entre fin 1632 et mars 1634, le logis avait été reconstruit une première fois, à la suite d'un incendie[6]. Par ailleurs, l'abbaye de Hérivaux perdit son cloître au moins depuis la reconstruction de 1632-1634 selon les descriptions et documents iconographiques connus. Le « château » et les communs furent récemment transformés en appartements de grand standing.
- Les communs entre l'actuel château et les ruines de l'église sont postérieurs à l'existence de l'abbaye : ils datent de 1820 et comprennent une tour d'allure toscane. Les ornementations comportent des vestiges lapidaires de provenance incertaine.
- Plusieurs autres bâtiments monastiques se situaient sur le domaine de l'abbaye : le logis de l'abbé entre la ferme et l'église, un moulin à eau, un colombier…